# جون سميث (سياسي كندي، مواليد 1894)
جون سميث هو سياسي كندي، ولد في 18 فبراير 1894، وتوفي في 8 نوفمبر 1977. نشط حزبياً في الحزب الكندي التقدمي المحافظ. وقد انتخب عضو مجلس العموم الكندي (1957 – 1962).